# Telemundo
Telemundo è una rete televisiva statunitense in lingua spagnola con sede a Miami.

## Storia
La rete è stata fondata a San Juan, Porto Rico da Angelo Ramos nel 1954, è il secondo produttore di contenuti in lingua spagnola nel mondo, oltre ad essere la seconda rete in lingua spagnola negli Stati Uniti d'America, dietro ad Univision.

## Programmazione e organizzazione
Telemundo attualmente è l'unica rete in lingua spagnola che produce telenovelas negli Stati Uniti d'America. A differenza di Univision, molti programmi sono sottotitolati in spagnolo e in inglese. La rete raggiunge il 93% delle famiglie ispaniche degli Stati Uniti, è presente in 142 mercati via etere, via cavo e satellite. Nel corso del 2007, la rete ha avuto una media di 1.035.000 spettatori sintonizzati nei giorni feriali in prima serata. Telemundo Communications Group, la società madre, sussidiaria di NBC Universal, controllata da Comcast. Don Browne è il presidente e Jeff Gaspin, che è presidente e COO di Universal Television Group, sovrintende alla rete. Telemundo ha 1.800 dipendenti.